# تسهيلات التمويل العالمي
أقيم مشروع تسهيلات التمويل العالمي في مؤتمر «التمويل من أجل التنمية»، والتي أقيمت في مدينة أديس أبابا بدولة إثيوبا في يوليو 2015 برعاية كلٍ من الأمم المتحدة والبنك الدولي كجزء من الجهود المبذولة لتحقيق الهدف الثالث من أهداف التنمية المستدامة، والتي تشمل الصحة الجيدة والرفاه للناس وبصفة خاصة لمساعدة الحكومات في البلدان المنخفضة والمتوسطة الدخل على تحويل كيفية ترتيب أولويات وتمويل صحة وتغذية شعوبها.
يتركز المشروع على استمرارية الرعاية أثناء الحمل والولادة والسنوات المبكرة والمراهقة، وخاصة النساء والأطفال. في عام 2018، تم تطبيق المشروع في 27 دولة، ويهدف إلى الجمع بين المتبرعين والقطاع الخاص من أجل تمويل برامج صحة الأم.
يرتبط تمويل «تسهيلات التمويل العالمي»:
- موارد الحكومة المحلية، الأمر الذي يؤدي إلى تقليل من أوجه القصور ورفع الضرائب.
- قروض «تساهلية» من مؤسسة التنمية الدولية والبنك الدولي للإنشاء والتعمير.
- التمويل من المانحين سواء كانت جديده أو قائمه.
- مساعدة القطاعات الخاصة.

تعتبر مريم كليسون هي المنسقة ومخرجة المشروع
كانت جمهوريه الكونغو الديمقراطية واثيوبيا وكينيا وتنزانيا أول البلدان المستفيدة، كما تم الآن إضافة بلدان مثل أفغانستان وبنجلاديش وبوركينا فاسو وكمبوديا والكاميرون وجمهوريه افريقيا الوسطى وكويت ديفوار وغواتيمالا وغينيا وهايتي واندونيسيا وليبيريا ومدغشقر ومالاوي ومالي وموزامبيق وميانمار ونيجيريا ورواندا والسنغال وسيراليون وأوغندا وفيتنام.
حصل المشروع على تبرع بقيمة 200 مليون دولار أميريكي لصندوقها الاستئماني من «مؤسسه بيل ومليندا غيتس» في عام 2017 ، ويتوقع أن ترتفع المتبرعات إلى بليوني دولار أمريكي. في تشرين الثاني/نوفمبر من عام 2018، إنضم عشرة دول مستثمرة جديدة إلى المشروع وهم: بوركينا فاسو وكويت ديفوار والدنمارك والمفوضية الاوروبيه وألمانيا واليابان وشركه ليدرال العالمية للصحة وهولندا وقطر ومتبرع مجهول إلى الممولين الحاليين: مؤسسه غيتس، كندا، ميرك آند كو من أجل الأمهات والنرويج والمملكة المتحدة.
يعتبر المشروع واحد من الجهات الراعية لخطه العمل العالمية في 2018.